# Sceptridium atrovirens
Sceptridium atrovirens là một loài dương xỉ trong họ Ophioglossaceae. Loài này được Sahashi mô tả khoa học đầu tiên..
Danh pháp khoa học của loài này chưa được làm sáng tỏ. 